# 365:A TRIBUTE TO THE STALIN
『365:A TRIBUTE TO THE STALIN』（さんびゃくろくじゅうご - ア・トリビュート・トゥ・ザ・スターリン）は、オムニバスによるトリビュート・アルバム。
2001年1月24日にポリドールより発売された。

## 解説
- 1985年に解散した日本のロックバンドであるザ・スターリンの曲を犬神サーカス団、大槻ケンヂ、パンタなどの様々なミュージシャンがカバーしている。
- 各ミュージシャンの曲の選定はザ・スターリンのリーダーであった遠藤ミチロウが行っており、ライナーノーツも遠藤本人が書いている。
- 大槻ケンヂと電車がカバーした「包丁とマンジュウ」（1989年）は、ザ・スターリンではなく新生スターリンの曲のカバーとなっており、PANTA & MUSCLE POLICEがカバーした「おかあさん、いい加減あなたの顔は忘れてしまいました。」は、遠藤ミチロウのソロ曲のカバーとなっている。
- ジャケットは丸尾末広によるイラストとなっている。
- 当初はBUCK-TICKも参加予定であり、表題曲である「365」をカバーする予定であったが、諸般の事情により参加中止となった。歌詞カードのスタッフクレジットには名前が記載されている。

## 収録曲
| #         | タイトル                                                                        | 作詞         | 作曲         | 編曲                  | 時間  |
| --------- | ------------------------------------------------------------------------------- | ------------ | ------------ | --------------------- | ----- |
| 1.        | 「STOP GIRL」(三軒茶屋'S)                                                       | 遠藤ミチロウ | 遠藤ミチロウ | 三軒茶屋'S            | 3:52  |
| 2.        | 「ワルシャワの幻想」(BUKK)                                                      | 遠藤ミチロウ | THE STALIN   | BUKK                  | 5:20  |
| 3.        | 「STOP JAP」(犬神サーカス団)                                                    | 遠藤ミチロウ | タム         | 犬神サーカス団        | 1:52  |
| 4.        | 「先天性労働者」(R.O.M)                                                         | 遠藤ミチロウ | タム、晋太郎 | R.O.M                 | 4:55  |
| 5.        | 「包丁とマンジュウ」(大槻ケンヂと電車)                                          | 遠藤ミチロウ | 遠藤ミチロウ | 大槻ケンヂと電車      | 4:14  |
| 6.        | 「虫」(赤犬)                                                                    | 遠藤ミチロウ | タム         | 赤犬                  | 10:05 |
| 7.        | 「猟奇ハンター」(CYBER PROJECT)                                                 | 遠藤ミチロウ | THE STALIN   | CYBER PROJECT         | 2:59  |
| 8.        | 「豚に真珠」(KENZI & THE TRIPS)                                                 | 遠藤ミチロウ | THE STALIN   | KENZI & THE TRIPS     | 1:43  |
| 9.        | 「おかあさん、いい加減あなたの顔は忘れてしまいました。」(PANTA & MUSCLE POLICE) | 遠藤ミチロウ | 遠藤ミチロウ | PANTA & MUSCLE POLICE | 5:29  |
| 10.       | 「アザラシ」(キューピークレイジー)                                              | 遠藤ミチロウ | タム         | キューピークレイジー  | 1:57  |
| 11.       | 「Fish Inn」(Loopus)                                                            | 遠藤ミチロウ | 遠藤ミチロウ | Loopus                | 7:35  |
| 12.       | 「廃魚」(THUG LIFE featuring 水戸華之介)                                        | 遠藤ミチロウ | 遠藤ミチロウ | THUG LIFE             | 4:49  |
| 13.       | 「爆裂（バースト）ヘッド」(The Kids Legend（YO-SUKOプロジェクト from COBRA）)   | 遠藤ミチロウ | 遠藤ミチロウ | The Kids Legend       | 2:26  |
| 14.       | 「水銀」(BRAWLS)                                                                | 遠藤ミチロウ | 遠藤ミチロウ | BRAWLS                | 2:23  |
| 15.       | 「ロマンチスト」(Lolita No.18)                                                  | 遠藤ミチロウ | 遠藤ミチロウ | Lolita No.18          | 2:08  |
| 合計時間: | 合計時間:                                                                       | 合計時間:    | 合計時間:    | 合計時間:             | 61:49 |

## 参加ミュージシャン
1. STOP GIRL
  - 中村義人（from 横道坊主） - ボーカル
  - 野島健太郎（from THE KENTAROZ） - ギター
  - 佐藤研二（from ex.マルコシアス・バンプ） - ベース
  - 吉田真一（from HEAVY SOUL JUNCTION） - ドラムス
  - 川端良香 - コーラス
2. ワルシャワの幻想
  - クハラカズユキ（from thee michelle gun elephant） - ドラムス
  - BAKI（from ＃9、ex.GASTUNK） - ボーカル
  - 上田ケンジ（from analers） - ベース
  - KASUGA（from LAUGHIN' NOSE、DESSERT） - ギター
3. STOP JAP
  - 犬神凶子 - 唄
  - 犬神情次2号 - 六弦
  - 犬神ジン - 四弦
  - 犬神明 - 太鼓
4. 先天性労働者
  - ICHIMIYA - ボーカル
  - YOSHINAGA - ギター
  - DARLING - ベース
  - TOMO - ドラムス
5. 包丁とマンジュウ
  - 大槻ケンヂ - ボーカル
  - 石塚 "BERA" 伯広 - ギター、コーラス
  - 佐藤研二 - ベース、コーラス
  - 小畑隆彦 - ドラムス、コーラス
6. 虫
  - 赤犬若頭アキラ - アイドル、ホーミー、サンプラー、ケチャ部隊
  - 赤犬男根ロビン - デス、ケチャ部隊
  - 赤犬ファンクビデオ - ソウル、ケチャ部隊
  - チョッピィー - ギター、デヴェロッパー
  - スタイリシュウ - ベース、最先端
  - カモ - ドラムス、ゲーム音楽
  - アラタ - サクソフォーン、船長
  - ヨシオ - トロンボーン、年中有休
  - リョウ - トランペット、族
  - マル - ヴァイオリン、音楽家、ケチャ部隊
  - オカピコ - キーボード、超先端
  - グッチ - パーカッション、おもちゃ
  - テッペイ - コーラス、社交界、ケチャ部隊、いい声
  - Dr.ニシヒラ - (秘)音響、エンジニア
7. 猟奇ハンター
  - SHINTANI（from RAPES） - ボーカル
  - TATSU（from ex.GASTUNK） - ギター、プログラミング
  - KATSUYA（from 鉄アレイ） - ベース
  - KENZI（from d.p.s） - ドラムス
8. 豚に真珠
  - TOSHIKI SANO - ギター
  - KENZI - ボーカル
  - SHINYA - ベース
  - HIDENOBU - ギター
  - MOH-CHAN - ドラムス
9. おかあさん、いい加減あなたの顔は忘れてしまいました。
  - PANTA - ボーカル
  - 内田雄一郎（from KING-SHOW） - プログラミング、ギター、ベース
  - 本城聡章（from KING-SHOW） - ギター、ノイズ
10. アザラシ
  - クレイジーSKB - ボーカル
  - ツージ～Q - ベース
  - プロレタ - サンプリングキーボード
  - KURA - ギター
  - ダンディ・ムー - ドラムス
  - イノマー（from オナニーマシーン、特殊分泌家） - コーラス
11. Fish Inn
  - 宙也 - ボーカル
  - 斉藤律 - ギター
  - 澄田健 - ギター
  - 堀江毅 - ドラムス、パーカッション
  - 三賀勝稔 - ベース
  - 勝井祐二 - ヴァイオリン
12. 廃魚
  - 水戸華之介 - ボーカル
  - Ree（from RAPES） - ギター
  - 岡本雅彦 - ベース
  - SADOI-3200 - スクラッチ、ビートマシーン
13. 爆裂（バースト）ヘッド
  - YO-SUKO（from COBRA） - リード・ボーカル、ベース
  - NICK・GIBSON（from The Only Voice） - リード・ギター
  - KIX・NAYEARS（from THE 1984） - ドラムス
14. 水銀
  - TOSHI-LOW - ボーカル、コーラス、パーカッション
  - KOHKI - アコースティック・ギター、ガット・ギター
  - MAKOTO - ベース
  - RONZI - パーカッション
15. ロマンチスト
  - 石坂マサヨ - ボーカル
  - エナゾウ - ギター
  - キム☆リン - ベース
  - アヤ坊 - ドラムス